# 林连昆
林连昆（1931年6月12日—2009年9月7日），原名李庆章，祖籍福州，生于北京，中国北京人民艺术剧院话剧演员、导演。1949年，考入中央戏剧学院普通科。北京人民艺术剧院成立后，成为北京人民艺术剧院第一批主要演员。曾任演员队长、副院长。话剧代表作品《茶馆》、《天下第一楼》、《狗儿爷涅槃》，電視代表作品《水浒传》的蔡京、电影代表作品《鸦片战争》的琦善。

## 表演作品

### 话剧作品
- 《茶馆》中的吴祥子
- 《左邻右舍》中的洪人杰
- 《绝对信号》中的老车长
- 《小井胡同》中的刘家祥
- 《红白喜事》中的郑二伯
- 《狗儿爷涅槃》中的狗儿爷
- 《天下第一楼》中的常贵
- 《鸟人》中的三爷
- 《北京大爷》中的德仁贵
- 《找不着北》中的周贵

### 电视剧作品
- 《水浒传》 —蔡京
- 《逃之恋》—袁世凯

### 电影作品
- 《鸦片战争》（1997）—琦善
- 《詹天佑》—袁世凯